# Los derechos en serio
Los derechos en serio (en inglés: Taking Rights Seriously) es un libro de filosofía del derecho escrito por Ronald Dworkin, que fue publicado por primera vez en 1977. En este se argumenta en contra de las filosofías dominantes del positivismo jurídico, como fue descrito por H. L. A. Hart, y el utilitarismo, al proponer que los derechos del individuo en contra el Estado existen fuera de la ley positiva y preceden al interés de la mayoría.